# Arkéa-B&B Hotels

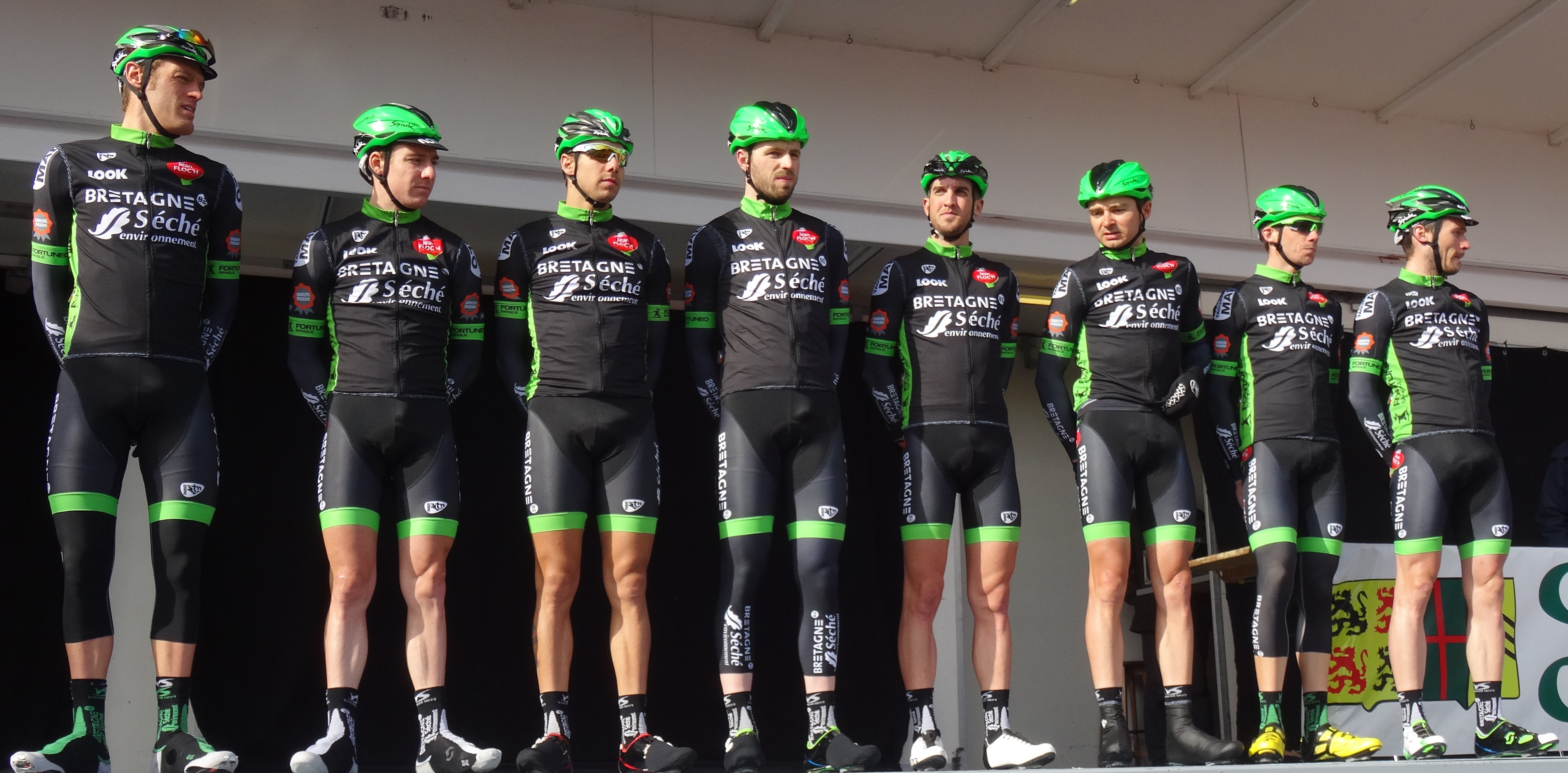
Equipa em 2015

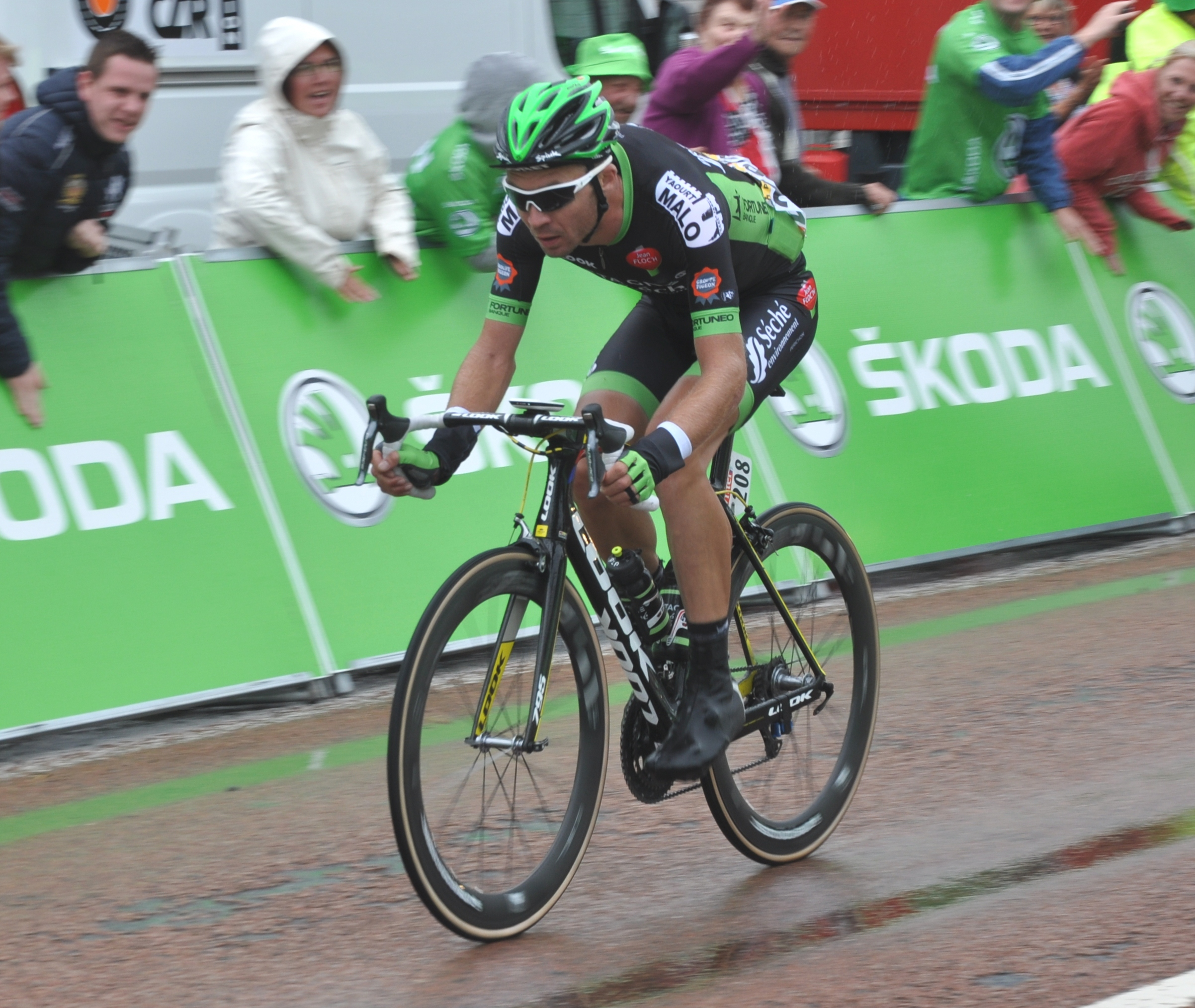
Pierre-Luc Périchon (Tour de France 2015)

Arkéa-B&B Hotels (código UCI: ARK), é uma equipa ciclista profissional francesa, de categoria World Tour. Criou-se em 2005 debaixo do nome Bretagne-Jean Floc'h.

## Classificações UCI
A partir de 2005 a UCI instaurou os Circuitos Continentais UCI, onde a equipa está desde que se criou dita categoria já que este se criou em dito ano, registado dentro do UCI Europe Tour. Estando nas classificações do UCI Europe Tour Ranking e UCI Africa Tour Ranking. As classificações da equipa e do ciclista mais destacado são as seguintes:
| Ano                      | Classificação por equipas | Melhor corredor na classificação individual | Posição |
| 2005 (Europe Tour)       | 13º                       | Stéphane Petilleau                          | 47º     |
| 2005-2006 (Europe Tour)  | 18º                       | Cédric Hervé                                | 36º     |
| 2006-2007 (Africa Tour)  | 11º                       | Stéphane Bonsergent                         | 75º     |
| 2006-2007 (Europe Tour)  | 30º                       | David Le Lay                                | 169º    |
| 2007-2008 (Africa Tour)  | 8º                        | Yann Pivois                                 | 28º     |
| 2007-2008 (Europe Tour)  | 33º                       | Cyril Gautier                               | 50º     |
| 2008-2009 (Europe Tour)  | 21º                       | Dimitri Champion                            | 20º     |
| 2009-2010 (Europe Tour)  | 11º                       | Florian Vachon                              | 27º     |
| 2010-2011 (Europe Tour)  | 13º                       | Laurent Pichon                              | 21º     |
| 2011-2012 (Europe Tour)  | 13º                       | Laurent Pichon                              | 24º     |
| 2012-2013 (Europe Tour)  | 19º                       | Armindo Fonseca                             | 44º     |
| 2013-2014 (Europe Tour)  | 10º                       | Armindo Fonseca                             | 23º     |
| 2013-2014 (America Tour) | 30º                       | Eduardo Sepúlveda                           | 175º    |
| 2015 (Europe Tour)       | 3º                        | Pierrick Fédrigo                            | 18º     |
| 2015 (America Tour)      | 12º                       | Kévin Ledanois                              | 17º     |
| 2015 (Africa Tour)       | 7º                        | Yauheni Hutarovich                          | 39º     |
| 2016 (Africa Tour)       | 6º                        | Anthony Delaplace                           | 35º     |
| 2016 (America Tour)      | 17º                       | Eduardo Sepúlveda                           | 41º     |
| 2016 (Asia Tour)         | 52º                       | Eduardo Sepúlveda                           | 221º    |
| 2016 (Europe Tour)       | 12º                       | Daniel McLay                                | 29º     |
| 2017 (America Tour)      | 45º                       | Eduardo Sepúlveda                           | 235º    |
| 2017 (Europe Tour)       | 5º                        | Laurent Pichon                              | 15º     |
| 2018 (Asia Tour)         | 93º                       | Sindre Skjøstad Lunke                       | 518º    |
| 2018 (Europe Tour)       | 15º                       | Bram Welten                                 | 115º    |

## Material ciclista
A equipa usa bicicletas da marca BH.

## Palmarés 2019

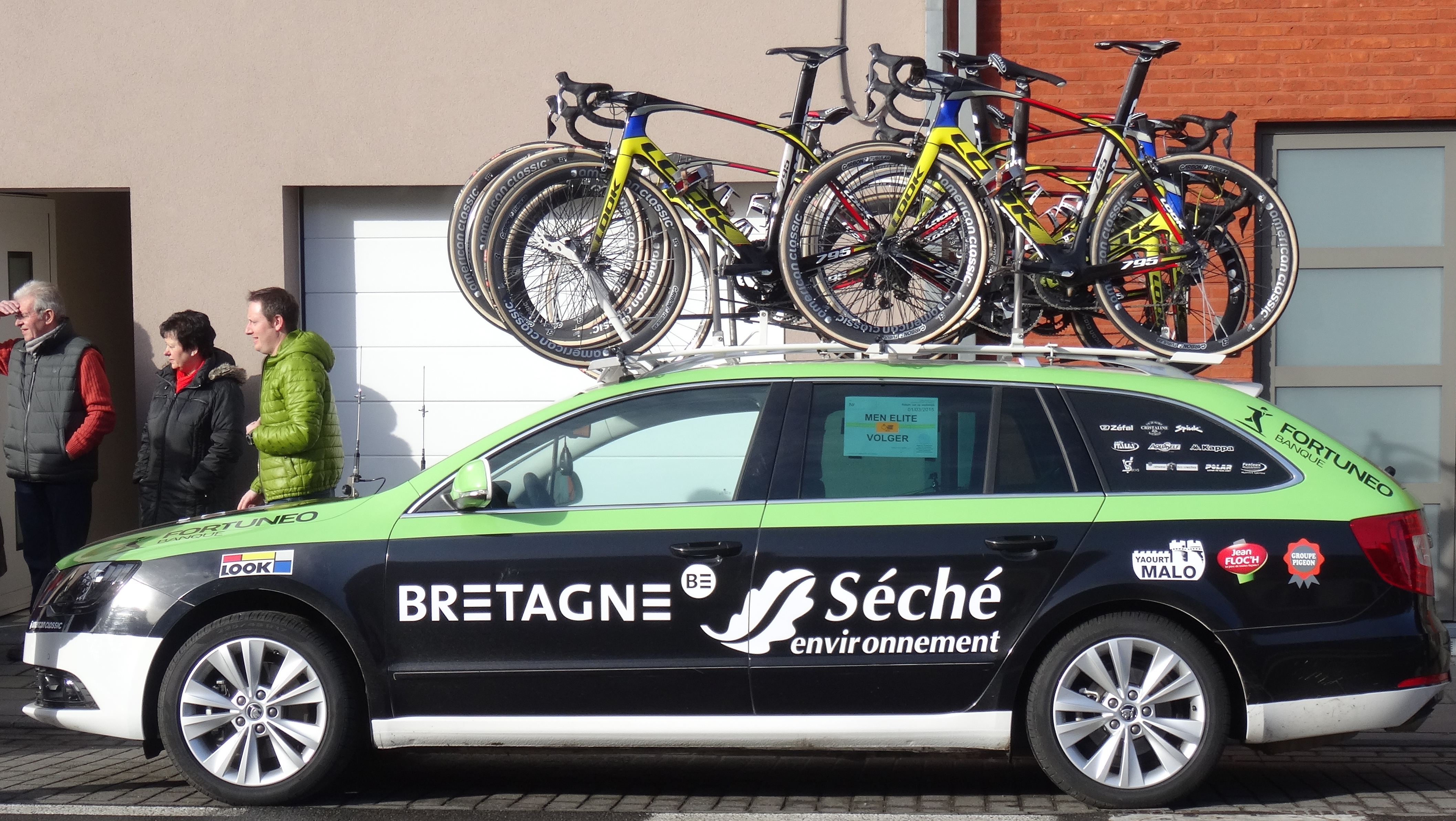
Veículo da equipa.

Para anos anteriores, veja-se Palmarés da Arkéa–Samsic

#### Circuitos Continentais UCI
| Datas         | Circuito             | Corridas                                     | Vencedor      |
| 26 de janeiro | UCI Africa Tour 2019 | 6.ª etapa da Tropicale Amissa Bongo          | André Greipel |
| 12 de maio    | UCI Europe Tour 2019 | 3.ª etapa da Vuelta a la Comunidad de Madrid | Maxime Daniel |
| 12 de maio    | UCI Europe Tour 2019 | Vuelta a la Comunidad de Madrid              | Clément Russo |
| 20 de junho   | UCI Europe Tour 2019 | 1.ª etapa do Tour de Saboya                  | Romain Hardy  |

#### Campeonatos nacionais
| Datas       | Corridas                        | Vencedor       |
| 30 de junho | Campeonato da França em Estrada | Warren Barguil |

## Elenco 2019
Para anos anteriores veja-se:Elencos do Arkéa–Samsic
| Integrantes da equipe 2019               | Integrantes da equipe 2019 | Integrantes da equipe 2019             | Integrantes da equipe 2019 |
| Ciclista                                 | Data de nascimento         | Equipe anterior                        |                            |
| ---------------------------------------- | -------------------------- | -------------------------------------- | -------------------------- |
| Warren Barguil                           | 28 outubro 1991            | Team Sunweb (2017)                     |                            |
| Franck Bonnamour                         | 20 junho 1995              | BIC 2000 (2015)                        |                            |
| Maxime Bouet                             | 3 novembro 1986            | Etixx-Quick Step (2016)                |                            |
| Maxime Daniel                            | 5 junho 1991               | AG2R La Mondiale (2016)                |                            |
| Anthony Delaplace                        | 11 setembro 1989           | Sojasun (2013)                         |                            |
| Brice Feillu                             | 26 julho 1985              | Sojasun (2013)                         |                            |
| Élie Gesbert                             | 1 julho 1995               | VC Pays de Loudéac (2016)              |                            |
| André Greipel                            | 16 julho 1982              | Lotto-Soudal (2018)                    |                            |
| Thibault Guernalec                       | 31 julho 1997              | Pays de Dinan (2018)                   |                            |
| Romain Hardy                             | 24 agosto 1988             | Cofidis, Solutions Crédits (2016)      |                            |
| Benoît Jarrier                           | 1 fevereiro 1989           | Véranda Rideau-Super U (2012)          |                            |
| Romain Le Roux                           | 3 julho 1992               | Armée de terre (2017)                  |                            |
| Kévin Ledanois                           | 13 julho 1993              | CC Nogent-sur-Oise (2014)              |                            |
| Jérémy Maison                            | 21 julho 1993              | FDJ (2017)                             |                            |
| Amaël Moinard                            | 2 fevereiro 1982           | BMC Racing Team (2017)                 |                            |
| Laurent Pichon                           | 19 julho 1986              | FDJ (2016)                             |                            |
| Alan Riou                                | 2 abril 1997               | Pays de Dinan (2018)                   |                            |
| Clément Russo                            | 20 janeiro 1995            | Probikeshop Saint-Étienne Loire (2017) |                            |
| Florian Vachon                           | 2 janeiro 1985             | Roubaix Lille Métropole (2009)         |                            |
| Robert Wagner                            | 17 abril 1983              | LottoNL-Jumbo (2018)                   |                            |
| Bram Welten                              | 29 março 1997              | BMC Development (2017)                 |                            |
| Connor Swift (10 mai.–31 dez.)           | 30 outubro 1995            | Madison Genesis (2018)                 |                            |
|                                          |                            |                                        |                            |
| Fontes: ProCyclingStats Cycling Quotient |                            |                                        |                            |